# Констанца фон Хоенщауфен
Констанца фон Хоенщауфен, известна като Констанца II Сицилианска и като Анна Сицилианска (* 1230; † 1307), е никейска императрица (1244 – 1254), втора съпруга на император Йоан III Дука Ватаций.

## Произход
Констанца е дъщеря на Фридрих II, император на Свещената Римска империя, и Бианка Ланчия.

## Никейска императрица
През 1244 г. 14-годишната Констанца е омъжена за 52-годишиня никейски император Йоан III Дука Ватаций. Това е втори брак за Йоан III, чиято първа съпруга – Ирина Ласкарина, умира в манастир през 1239 г. Бракът между императора и Констанца трябвало да скрепи съюза между Фридрих II и Йоан III, който е насочен срещу Папството и подкрепяната от него Латинска империя.
В Никея Констанца приема православието и името Анна. В новата си родина тя е придружена от гувернантката си, Маркеса дел Фрика. Според Георги Акрополит Маркеса става любовница на Йоан III и „съперница на Анна“. Постепенно Маркеса започва да се ползва с голямо влияние в двора. Никифор Блемидис я нарича „императрицата съперница“. Неговата критичност към Маркеса се дължи на факта, че нейни хора се опитват да го убият. Никифор обаче оцелява, а Маркеса изгубва благоволението на Йоан III и е изгонена от двора.

## Следващи години
Йоан III умира на 3 ноември 1254 г., но Георги Пахимер съобщава, че Анна остава в Никея и при последвалото управление на Теодор II Ласкарис (1254 – 1258) и при това на Йоан IV Дука Ласкарис (1258 – 1261). Алис Гарднър подозира, че Констанца е била все още политически полезна като заложница срещу други членове на фамилията Хоенщауфен и по-специално срещу брат си Манфред Сицилиански.
При управлението на малолетния Йоан IV за съимператор е обявен Михаил VIII Палеолог. Според Георги Пахимер Михаил VIII е бил влюбен в Анна и ѝ предложил да се оженят, но бившата императрица категорично му отказала.
На 25 юли 1261 г. никейският военачалник Георги Стратегопул успява да превземе Константинопол от латините. След този успех Латинката империя е унищожена, a Михаил VIII Палеолог се обявява за император на възстановената Византийска империя и детронира Йоан IV, който е ослепен по негова заповед. След тези събития Анна престава да бъде част от управляващото императорско семейство. Тя е принудена да напусне империята и през 1263 г. се установява в двора на брат си Манфред в Сицилианското кралство. Там Анна отново започва да се нарича със старото си име, Констанца.
На 25 февруари 1266 г. крал Манфред е убит в битката при Беневенто, а властта в кралството му преминава в ръцете на Шарл д'Анжу. Тези обстоятелства принуждават Констанца да напусне Сицилия. Тя пристига в град Сарагоса, Кралство Арагон, където е приета в двора на крал Хайме I. По-късно Констанца постъпва в манастир и умира като монахиня във Валенсия през април 1307.